# خوسيه أنطونيو فرانكو
خوسيه أنطونيو فرانكو (بالإسبانية: José Antonio Franco)‏ هو مدرب كرة قدم ولاعب كرة قدم باراغواياني، ولد في 10 مايو 1979 في ماريانو روكي الونسو في باراغواي. لعب مع Club Sport Colombia ‏.

## وصلات خارجية
- خوسيه أنطونيو فرانكو على موقع قاعدة بيانات كرة القدم.إي يو (الإنجليزية)
- خوسيه أنطونيو فرانكو على موقع Soccerway.com (الإنجليزية)